# Natalja Roedakova
Natalja Roedakova (Russisch: Наталья Рудакова) (Leningrad, 14 februari 1985) is een Russische actrice.